# Ric Roman Waugh
Ric Roman Waugh (Los Angeles, 1968. február 20. –) amerikai filmrendező, író, producer és egykori kaszkadőr.
Az elítélt (2008), a Csapda (2013) és A góré (2017) című filmekben való közreműködéséről ismert. Ő írta és rendezte az Támadás a Fehér Ház ellen 3. – A védangyal bukása (2019) akció-thrillert, a Támadás a Fehér Ház ellen-sorozat harmadik részét, és ő fogja írni és rendezni a negyedik részt is: Night Has Fallen.

## Életpályája
Waugh kaszkadőrként dolgozott az 1980-as és 1990-es években, olyan filmekben szerepelt, mint a Tökéletes katona, Az utolsó mohikán, Az utolsó akcióhős, Tökéletes célpont, A holló, Tolvajtempó, Halálos fegyver 2., Mint a villám és Az egyetlen. Színészként is dolgozott, a Christian Slater és Milla Jovovich főszereplésével készült Kuffs, a zűrös zsaru (1992) című filmben.
Ő rendezte a 2020 decemberében bemutatott Greenland – Az utolsó menedék című filmet.

## Filmográfia
| Év   | Magyar cím                                        | Eredeti cím                   | Feladatkör | Feladatkör | Feladatkör |
| Év   | Magyar cím                                        | Eredeti cím                   | Rendező    | Író        | Producer   |
| ---- | ------------------------------------------------- | ----------------------------- | ---------- | ---------- | ---------- |
| 2001 | Árnyékra vetődve                                  | In the Shadows                | Igen       | Igen       | Nem        |
| 2008 | Az elítélt                                        | Felon                         | Igen       | Igen       | Nem        |
| 2013 | A csapda                                          | Snitch                        | Igen       | Igen       | Nem        |
| 2015 |                                                   | That Which I Love Destroys Me | Igen       | Nem        | Igen       |
| 2017 | A góré                                            | Shot Caller                   | Igen       | Igen       | Igen       |
| 2019 | Támadás a Fehér Ház ellen 3. – A védangyal bukása | Angel Has Fallen              | Igen       | Igen       | Nem        |
| 2020 | Greenland – Az utolsó menedék                     | Greenland                     | Igen       | Nem        | Nem        |
| TBA  |                                                   | Night Has Fallen              | Igen       | Igen       | Nem        |

Kaszkadőrként
| Év   | Magyar cím                                 | Eredeti cím                | Megjegyzés                                      |
| ---- | ------------------------------------------ | -------------------------- | ----------------------------------------------- |
| 1989 | Tango és Cash                              | Tango & Cash               | Stáblistán nincs feltüntetve                    |
| 1990 | Mint a villám                              | Days of Thunder            | mint Ric Waugh                                  |
| 1991 | Hook                                       | Hook                       | mint Ric Waugh                                  |
| 1992 | Kuffs, a zűrös zsaru                       | Kuffs                      | mint Ric Waugh; Kaszkadőr koordinátor helyettes |
| 1992 | Az utolsó mohikán                          | The Last of the Mohicans   | mint Ric Waugh                                  |
| 1993 | Az utolsó akcióhős                         | Last Action Hero           |                                                 |
| 1998 | A végtelen szerelmesei – Az Apolló-program | From the Earth to the Moon | Epizód: "Apollo One"                            |
| 2000 | Tolvajtempó                                | Gone in 60 Seconds         | mint Ric Waugh                                  |

Színészként
| Év   | Magyar cím            | Eredeti cím              | Szerep | Megjegyzés                                    |
| ---- | --------------------- | ------------------------ | ------ | --------------------------------------------- |
| 1990 | Egy rém rendes család | Married... with Children | Jake   | mint Ric Waugh; Epizód: "One Down, Two to Go" |
| 1992 | Kuffs, a zűrös zsaru  | Kuffs                    | Hood   |                                               |

## Közreműködők
| Színész/Színésznő     | Árnyékra vetődve (2001) | Az elítélt (2008) | Csapda (2013) | That Which I Love Destroys Me (2015) | A góré (2017) | Támadás a Fehér Ház ellen 3. – A védangyal bukása (2019) | Greenland – Az utolsó menedék (2020) | Night Has Fallen (TBA) | Greenland: Migration (TBA) |
| --------------------- | ----------------------- | ----------------- | ------------- | ------------------------------------ | ------------- | -------------------------------------------------------- | ------------------------------------ | ---------------------- | -------------------------- |
| Morena Baccarin       |                         |                   |               |                                      |               |                                                          | Igen                                 |                        | Igen                       |
| Jon Bernthal          |                         |                   | Igen          |                                      | Igen          |                                                          |                                      |                        |                            |
| Benjamin Bratt        |                         |                   | Igen          |                                      | Igen          |                                                          |                                      |                        |                            |
| David Buckley         |                         |                   |               |                                      |               | Igen                                                     | Igen                                 |                        |                            |
| Gerard Butler         |                         |                   |               |                                      |               | Igen                                                     | Igen                                 | Igen                   | Igen                       |
| Jonathan Chibnall     |                         | Igen              | Igen          | Igen                                 |               |                                                          |                                      |                        |                            |
| Gerhard Daum          |                         | Igen              |               | Igen                                 |               |                                                          |                                      |                        |                            |
| Dana Gonzales         |                         | Igen              | Igen          | Igen                                 | Igen          |                                                          | Igen                                 |                        |                            |
| Holt McCallany        |                         |                   |               |                                      | Igen          |                                                          | Igen                                 |                        |                            |
| Vincent Garcia Newman | Igen                    | Igen              |               |                                      |               |                                                          |                                      |                        |                            |
| Harold Perrineau      |                         | Igen              | Igen          |                                      |               |                                                          |                                      |                        |                            |

## Fordítás
- Ez a szócikk részben vagy egészben  a   Ric Roman Waugh című angol Wikipédia-szócikk fordításán alapul.  Az eredeti cikk szerkesztőit annak laptörténete sorolja fel. Ez a jelzés csupán a megfogalmazás eredetét és a szerzői jogokat jelzi, nem szolgál a cikkben szereplő információk forrásmegjelöléseként.